# Collyweston
Collyweston – wieś w Anglii, w hrabstwie Northamptonshire, w dystrykcie (unitary authority) North Northamptonshire. 
Leży 49 km na północny wschód od miasta Northampton i 127 km na północ od Londynu. W 2001 miejscowość liczyła 425 mieszkańców.